# Gradovi v dolini reke Loare
Izraz gradovi v dolini reke Loare (fr. Châteaux de la Loire) zajema v srednjem veku zgrajene utrdbe, ki so jih francoski dvorjani prezidali v renesančnem in baročnem slogu, ter kasneje postavljene dvorce velikašev ob spodnjem toku reke Loare, navadno nizvodno od mesta Gien, ter pritokih Maine, Cher, Indre, Creuse in Loir. Gre za arhitekturno dediščino mest Amboise, Angers, Blois, Chinon, Nantes, Orléans, Saumur, Tours in njihove okolice. Gradovi so zgled renesančne gradnje in okusa v Franciji. 

## Zgodovina
Med stoletno vojno je bila dolina Loare zaradi ključnih točk pogosto tarča napadov in plenjenja ter pod nadzorom tako angleškega kot francoskega kralja. Dofen Charles (kasnejši Karel VII. Francoski) je imel v Chinonu celo svoj dvor. Do sredine 16. stoletja je Franc I. Francoski središče moči v Franciji iz doline Loare prenesel nazaj v staro prestolnico Pariz. Kljub temu je dolina Loare kraljem ter njihovim dvorjanom ostala priljubljen kraj, kjer so preživeli veliko svojega časa. Šele z nastopom Ludvika XIV. in gradnjo Versaillesa se je dvor trajno pomaknil v okolico Pariza, a bogata buržoazija in kraljevi miljenci so ob Loari dalje obnavljali stare gradovi ali gradili nove, razkošne dvorce kot svoje poletne rezidence za zasebni oddih ali nastopaštvo.  
Med francosko revolucijo je bilo veliko gradov oplenjenih in požganih. Mnogi plemiški lastniki jih zaradi pomanjkanja denarja niso mogli obnoviti, več družin pa je lastništvo izgubilo zaradi usmrtitev neposrednih dedičev. V 19. stoletju je začelo gradove kupovati in obnavljati bogato meščanstvo, nekaj pa plemstvo med restavracijo starega reda. Med prvo in drugo svetovno vojno so bila v več gradovih urejena nemška vojaška poveljstva; tudi po 1945 so nekateri ohranili sedež vojaškega štaba. 
Danes so gradovi večinoma v zasebni lasti, v nekaterih lastniki še živijo, a se mnogi zavedajo njihovega kulturnega pomena in so gradovi zato stalno ali občasno deloma odprti za javnost; hkrati se s prihodki od ogledov financira vzdrževanje grajskih stavb. To velja tudi za gradove v občinski ali državni lasti, npr. grad Chambord, ki so pogosto preurejeni v muzeje in jih trumoma obiskujejo turisti. V nekaterih dvorcih so danes hoteli in prenočišča z zajtrkom (bed and breakfast). 

## Seznam
Dokončnega in splošno sprejetega seznama gradov ob Loari ni, zato so mogoča odstopanja. Tako se zaradi zgodovinske pomembnosti včasih mednje šteje tudi Bastie d'Urfé, čeprav leži južno od Giena. Gradovi v dolini reke Loare je krovno ime, po legi neposredno v dani rečni dolini pa se delijo še v manjše skupine, poimenovane po Loari in njenih pritokih. 

### Gradovi ob Loari
Beaufort - Mareuil sur Cher - Lavoûte-Polignac - Bouthéon - Montrond - Château de la Bastie d'Urfé - La Roche - Château féodal de Saint-Maurice-sur-Loire - Château de Saint-Pierre-la-Noaille - Chevenon - Knežja palača Nevers - Saint-Brisson - Gien - La Bussière - Pontchevron - La Verrerie (blizu je Aubigny-sur-Nère) - Château de Sully-sur-Loire - Châteauneuf-sur-Loire - Boisgibault - Meung-sur-Loire - Menars - Talcy - Château de la Ferté - Château de Chambord - Château de Blois - Villesavin - Château de Cheverny -  Beauregard - Troussay - Château de Chaumont - Amboise - Clos-Lucé - Langeais - Gizeux - Les Réaux - Château de Montsoreau - Montreuil-Bellay - Saint-Loup-sur-Thouet - Château de Saumur - Boumois - Brissac - Montgeoffroy - Réaux
Še nekaj gradov:
- Château de Sully-sur-Loire
- Talcy
- Château de Chambord
- Château de Blois
- Château de Cheverny
- Château de Chaumont
- Château de Montsoreau
- Château de Saumur

### Gradovi ob reki Maine
Château d'Angers
- Château d'Angers

### Gradovi ob reki Cher
Selles-sur-Cher - Château de Valençay - Saint-Aignan - Gué-Péan - Montrichard - Chissay - Château de Chenonceau - Château de Villandry
- Château de Valençay
- Château de Chenonceau
- Château de Villandry

### Gradovi ob reki Indre
Château de Loches - Saché - Château d'Azay-le-Rideau - Ussé - Argy - Château de Candé - Villegongis - Isle Savary - Sarzay
- Logis royal du Château de Loches
- Château d'Azay-le-Rideau
- Ussé
- Argy
- Château de Candé à Monts

### Gradovi ob reki Vienne
Petit Thouars Saint-Germain-sur-Vienne - Rivau - Château de Chinon - Champigny-sur-Veude
- Château de Chinon
- Château du Rivau

### Gradovi ob reki Loir
Château de Châteaudun - Fréteval - Vendôme - Lavardin - Montoire - Le Lude - Bazouges sur le Loir - Château du Plessis-Bourré
- Château de Châteaudun
- Le Lude
- Château du Plessis-Bourré

### Gradovi ob reki Argenton/Thouet
Montreuil-Bellay - Château d'Oiron
- Montreuil-Bellay
- Oiron